# محافظة العديد
العديد محافظة سعودية، تقع في الجزء الجنوبي الشرقي للمنطقة الشرقية، في موقع إستراتيجي مميز بين دولة الإمارات ودولة قطر ويوجد جزء آخر من العديد يتبع دولة قطر.

## التأسيس
كانت العديد في السابق مركز تابع لمحافظة الأحساء بالمنطقة الشرقية، ثم تحولت إلى محافظة فئة (ب) إلى حين صدور الأمر الملكي الكريم رقم 879/م ب في 19/8/1433 هـ القاضي بترقيتها إلى محافظة فئة (أ) وربطها مباشرة مع إمارة المنطقة الشرقية.

## السكان
بلغ عدد سكان محافظة العديد (8,635) نسمة حسب تعداد السعودية 2022، عدد السعوديين (5,739) نسمة، وعدد غير السعوديين (2,896) نسمة.

## المراكز الإدارية التابعة
تتبع المحافظة عدداً من المراكز، وهي:
- النخلة
- سلوى
- البطحاء
- انباك
- وسيع
- عردة

## أشهر المواضع
من أشهر المواضع فيها رأس أبوقميص والسكك ونباك وسودانثيل والكويفرية، بالإضافة إلى منفذ البطحاء الحدودي مع دولة الإمارات ومنفذ سلوى الحدودي مع دولة قطر .

## النقل
يمر عبر محافظة العديد طريق الأحساء – سلوى – البطحاء، والذي يربط المملكة العربية السعودية بدولة قطر ودولة الإمارات.

## الخدمات
يوجد في العديد مراكز للشرطة والدفاع المدني والهلال الأحمر السعودي والبلدية، ومركزي جمرك وجوازات.